# 佩尔·托伦
佩尔·托伦（瑞典語：Per Thorén，1885年1月26日—1962年1月5日），瑞典前男子花样滑冰运动员，主攻单人滑。他曾代表瑞典参加1908年夏季奥林匹克运动会花样滑冰比赛，获得男子单人滑铜牌。